# Bertheléville
Bertheléville est une ancienne commune française du département de la Meuse en région Grand Est. Elle est rattachée à celle de Dainville en 1876, formant ainsi la commune de Dainville-Bertheléville.

## Géographie
Le cours d'eau de la Maldite traverse cette localité.

## Toponymie
Anciennes mentions : Bertilleville (1327), Berthelevilla (1402), Berteleville (1700), Bertelevilla (1711).

## Histoire
Avant 1790, Bertheléville dépend de la province de Champagne (bailliage et prévôté de Chaumont) et du diocèse de Toul (archidiaconé et doyenné de Rinel).
Bertheléville représenta longtemps, dans la région, l'unique type du vieux domaine féodal et rustique, immense et désert : un château d'aspect campagnard, des cultures, quelques maisons groupées autour d'une église en ruines, une forge sur le ruisseau, avec de grands bois couvrant tout l'horizon. Cette vaste propriété seigneuriale resta à la famille des Salles et à ses héritiers jusqu'en 1856, elle fut démembrée en 1869 ; la masse des forêts fut alors séparée des terres et du village.
La commune de Bertheléville est réunie à celle de Dainville en 1876, à la suite d'un décret du 15 juillet.

## Démographie
| 1793 | 1800 | 1806 | 1821 | 1831 | 1836 | 1841 | 1846 | 1851 |
| ---- | ---- | ---- | ---- | ---- | ---- | ---- | ---- | ---- |
| 175  | 140  | 136  | 135  | 90   | 105  | 63   | 74   | 105  |

| 1856 | 1861 | 1866 | 1872 | - | - | - | - | - |
| ---- | ---- | ---- | ---- | - | - | - | - | - |
| 90   | 95   | 105  | 54   | - | - | - | - | - |

Le 5 vendémiaire an X, le maire de Bertheléville dresse un état de la population indiquant la présence de 36 chefs de ménage.

## Lieux et monuments
- Château de Bertheléville (XVIIe siècle-XVIIIe siècle) et ses dépendances (colombier, porte monumentale, forge), inscrit par arrêté du 6 juillet 1990[4].
- Église Saint-Rémi (XVIIIe siècle)